# Evani Esperance
Evani Silinzi Esperance (ur. 30 listopada 1990) – surinamski piłkarz występujący na pozycji napastnika, obecnie zawodnik SV Voorwaarts.

## Kariera klubowa
Esperance rozpoczynał swoją piłkarską karierę w zespole SV Voorwaarts z siedzibą w stołecznym mieście Paramaribo.

## Kariera reprezentacyjna
W 2011 roku Esperance wystąpił w pięciu spotkaniach reprezentacji Surinamu U-23 w ramach kwalifikacji do Igrzysk Olimpijskich w Londynie. Jego drużyna po dwóch zwycięstwach i remisie awansowała do drugiej rundy, gdzie jednak zajęła ostatnie miejsce w grupie, notując trzy porażki i nie dostała się na igrzyska. Zawodnik wpisał się na listę strzelców w przegranej 2:4 konfrontacji z Kubą.
W seniorskiej reprezentacji Surinamu Esperance zadebiutował 2 września 2011 w wygranym 1:0 spotkaniu z Kajmanami w ramach eliminacji do Mistrzostw Świata 2014. Premierowego gola w kadrze narodowej strzelił 25 września tego samego roku w zremisowanym 2:2 meczu towarzyskim z Curaçao. 11 listopada w przegranej 1:3 konfrontacji z Salwadorem, wchodzącej w skład kwalifikacji do mundialu także wpisał się na listę strzelców, jednak Surinamczycy nie zdołali awansować na światowy czempionat w Brazylii.